# Ото I фон Текленбург
Ото I фон Текленбург (на немски: Otto I von Tecklenburg, * 1185; † 11 септември 1263) е от 1202 г. до смъртта си граф на Текленбург.

## Биография
Той е син на граф Симон (1140 – 1202) и на Ода фон Берг-Алтена (1145 – 1224), дъщеря на граф Еберхард I фон Берг-Алтена.
През 1202 г. той наследява баща си като граф на Текленбург под опекунството на своята майка. Управлява до 1226 г. заедно с брат си Хайнрих II (1186 – 1226). Дава на другия си брат Адолф през 1216 г. епископия Оснабрюк.
През 1214 г. участва в битката при Бувине против Франция, пленен е, подчинява се на император Фридрих II. През 1217 – 1219 е в Египет и участва в кръстоносния поход от Дамиета. Той дава обежище на убиеца на архиепископ Енгелберт от Кьолн, осъден е през 1225/1226 г. Влиза в Рейнския градски съюз през 1225 г. От 1248 г. той почти не е активен, вероятно заради смъртта на син му.

## Деца
Ото I е женен за Мехтхилд фон Холщайн-Шауенбург (1190 – 1264), дъщеря на граф Адолф III фон Холщайн-Шауенбург и Аделхайд фон Кверфурт. С нея има децата:
- Ото (1215–сл. 1226)
- Адолф (1216–пр. 1238)
- Хайнрих III (1217 – 1247), граф на Текленбург като съ-регент
- Ода (1218 – 1265), абатиса на Св. Аегидии/Текленбург
- Хайлвиг (1219 – 1264), омъжена (пр. 1232) за Ото II (1205 – 1279), граф на Бентхайм-Текленбург
- Еилика (1220 – 1286), омъжена за Бертхолд I, граф на Цигенхайн (1205 – 1257)
- Елизабет (1222–сл. 1268), омъжена за Хайнрих IV фон Олденбург-Вилдесхаузен (1205 – 1271)